# 私の家には奴隷がいた
『私の家には奴隷がいた』は、ピューリッツァー賞受賞ジャーナリストのアレックス・ティゾンによるノンフィクション作品。アメリカ合衆国の月刊誌「アトランティック」の2017年6月号に掲載された。
「アトランティック」誌の編集部が掲載を決めた2017年3月23日、著者のティゾンが死去した。死去は掲載決定の知らせが届く前のことだった。
その内容は、著者の家族に56年間、奴隷として仕えたフィリピン人女性エウドシア・トマス・プリドの一生である。ピューリッツァー賞受賞ジャーナリストの家族が、現代のアメリカで奴隷を使っていたという衝撃の事実に、米国とフィリピンで議論が沸き起こった。フィリピンではティゾンの正直な告白を肯定的に評価する声が多かったが、欧米の評論家の間では著者への批判が多かった。
日本語訳は、講談社発行のオンライン雑誌「クーリエ・ジャポン」に掲載された。

## 記事への反応
フィリピンの雑誌「スカウト」には「世界的な批判の声は、文化的な背景を十分に理解していないことに起因している」とティゾンを擁護する論調の記事が掲載された。
一方、米国の主要日刊紙「ワシントン・ポスト」は次のように評した。「この記事は広く絶賛され、読者はティゾンの正直さを称賛した。雑誌でこれほど胸に迫る記事を読んだのは記憶に久しいと述べる読者もいた。だが、一部の読者は、この記事を強く批判した。『奴隷の主人』が人情味をもって描かれていることが批判されたほか、ティゾンも『フィリピン人家政婦の抑圧システムの共犯者』として糾弾された」